# Tadeusz Wiktor
Tadeusz Wiktor z Wiatrowic herbu Brochwicz (ur. 27 lipca 1859 w Świrzu, zm. 3 lutego 1922 w Krakowie) – generał porucznik Wojska Polskiego.

## Życiorys
Wywodził się rodu Wiktorów, zamieszkujących na ziemi sanockiej. Urodził się 27 lipca 1859 w Świrzu, w rodzinie Tadeusza Mikołaja Jana Wiktora z Wiatrowic herbu Brohwicz (ur. 1822) i Izabelli Teofili z Jaroszyńskich (1836-1899). Był młodszym bratem Mieczysława (1855–1926), pułkownika piechoty Wojska Polskiego.
Szkołę średnią ukończył w Szwajcarii. Studia inżynierskie odbył w Wiedniu. Po ukończeniu tamtejszej Technicznej Akademii Wojskowej 18 sierpnia 1897 awansował na podporucznika i rozpoczął służbę w cesarskiej i królewskiej Armii. Został przydzielony do 1 Pułku Inżynieryjnego. W latach 1885–1887 był słuchaczem Wyższego Kursu Inżynierii w Wiedniu. W latach 1896–1898 pełnił służbę w c. i k. Komendzie IV Korpusu w Budapeszcie. W 1901 został awansowany na podpułkownika i wyznaczony na stanowisko komendanta batalionu c. i k. 58 Pułku Piechoty w Stanisławowie. W 1907 został urlopowany, a w 1908 przeniesiony w stan spoczynku.
Na emeryturze osiadł we Lwowie. Wraz z kpt. Józefem Hallerem zajmował się opracowaniem planu militaryzacji „Sokoła”. Po wybuchu I wojny światowej został aktywowany. Początkowo służył na Węgrzech. Od października 1914 do maja 1915 dowodził na froncie batalionem 5 Pułku Piechoty. 16 czerwca 1915 został przeniesiony do wojskowej administracji okupacyjnej na terenach Królestwa Polskiego - cesarskiego i królewskiego Zarządu Wojskowego w Polsce (od sierpnia 1915 - cesarskie i królewskie Generalne Gubernatorstwo Wojskowe dla austriacko-węgierskiego obszaru okupowanego w Polsce). Początkowo był komendantem okręgowym w Opocznie. W maju 1917 został przeniesiony do Piotrkowa na stanowisko kierownika inspektoratu gospodarczego. 7 lipca 1917 został wyznaczony na stanowisko komendanta okręgowego w Piotrkowie, a 20 listopada 1917 mianowany tytularnym generałem majorem.
4 listopada 1918 został przyjęty do Wojska Polskiego w stopniu generała brygady. 10 listopada 1918 został inspektorem Inspektoratu Lokalnego w Piotrkowie. 21 listopada 1918 generał dywizji Stanisław Szeptycki powierzył mu kierownictwo Wydziału Personalnego przy Sztabie Generalnym Wojsk Polskich. W styczniu 1919 został szefem Oddziału IX Personalnego Sztabu Generalnego, a w kwietniu tego roku szefem Departamentu Spraw Personalnych Ministerstwa Spraw Wojskowych. Po kolejnej reorganizacji został szefem Departamentu IV Personalnego M.S.Wojsk. W lipcu 1919 został Inspektorem Wojskowo-Technicznym Frontów. W styczniu 1920 został przeniesiony do garnizonu Kraków, gdzie objął stanowisko naczelnika Zarządu Budownictwa Wojskowego w Dowództwie Okręgu Generalnego „Kraków”. W maju 1920 został przeniesiony na analogiczne stanowisko w Dowództwie Okręgu Generalnego „Lublin” w Lublinie. Powodem opuszczenia krakowskiego garnizonu miał być konflikt z przełożonymi. Z dniem 1 kwietnia 1921 został przeniesiony w stan spoczynku w stopniu generała porucznika. Zmarł w piątek 3 lutego 1922 w Krakowie. W niedzielę 5 lutego 1922 został pochowany na cmentarzu Rakowickim. Dowódcą konduktu pogrzebowego był generał podporucznik Ignacy Kazimierz Ledóchowski. W skład konduktu wchodził szwadron 3 Pułku Ułanów Śląskich ze sztandarem, kompania i orkiestra 20 Pułku Piechoty Ziemi Krakowskiej oraz kompania 1 Pułku Wojsk Kolejowych. 
W drugiej połowie XIX wieku został mianowany c. k. podkomorzym. 12 marca 1893 we Lwowie zawarł związek małżeński z Marią Ludwiką księżną Ponińską z Horyńca herbu Łodzia (ur. 1867). Ze związku z księżną Ponińską miał syna Ludwika oraz dwie córki: Izabellę i Paulę.

## Awanse
- podporucznik (leutnant) – 1879
- porucznik (oberleutnant) – 1883
- kapitan (hauptmann II kl.) – 1 maja 1891
- kapitan (hauptmann I kl.) – 1893
- major (major) – 1 listopada 1897
- podpułkownik (oberstleutnant) – 1901
- pułkownik (oberst) – 1904
- tytularny generał brygady (titular generalmajor) – 20 listopada 1917
- generał porucznik - 1 kwietnia 1921

## Odznaczenia[9]
- Oficer Orderu Franciszka Józefa z dekoracją wojenną
- Kawaler Orderu Franciszka Józefa
- Medal Wojenny
- Odznaka za Służbę Wojskową III klasy
- Medal Jubileuszowy Pamiątkowy dla Sił Zbrojnych i Żandarmerii
- Krzyż Jubileuszowy Wojskowy